# Friday the 13th Part VI: Jason Lives
Friday the 13th Part VI: Jason Lives (bra: Sexta-Feira 13 - Parte 6: Jason Vive, ou Sexta-Feira 13 - Parte VI: Jason Vive; prt: Sexta-Feira 13 - Parte VI, ou Sexta-Feira 13 - Parte 6), também conhecido como Jason Lives: Friday the 13th Part VI, é um filme de terror norte-americano de 1986, do subgênero slasher sobrenatural, escrito e dirigido por Tom McLoughlin. É a quinta sequência da série Sexta-Feira 13 e marcou o retorno de Jason Voorhees como antagonista da série, embora o conceito original indicasse que Tommy Jarvis, o protagonista da Parte 4 e da Parte 5, se tornaria o novo vilão.
A decisão de trazer Jason de volta à franquia se deu em virtude da recepção decepcionante do quinto filme, que tentou inovar ao introduzir um novo vilão. Ao ressuscitar o assassino, McLoughlin tornou Jason uma força explicitamente sobrenatural, descrevendo-o como ressuscitado dos mortos através da eletricidade. Esta versão de Jason, um assassino em série zumbi, em vez de um mortal com força sobre-humana, se tornaria a representação padrão do personagem nos demais filmes, até o remake de 2009. O filme também rompeu com outras convenções da série, introduzindo elementos de humor e ação, incluindo tiroteios e perseguições de carro.
O filme foi o primeiro da série a receber críticas favoráveis desde o original. Nos anos seguintes ao seu lançamento, o seu humor autorreferencial e numerosos exemplos de quebra da quarta parede foram elogiados por prefigurar a série Scream de Kevin Williamson e outros filmes de terror similares da década de 1990. Assim como Freddy vs. Jason, de 2003, Jason Lives se tornou um dos filmes favoritos entre os fãs da série, além de receber análises positivas de historiadores do cinema de horror. Seu sucesso levou a uma nova sequência, Friday the 13th Part VII: The New Blood, em 1988.

## Sinopse
Tommy Jarvis é liberado da instituição de recuperação mental em que passou a maior parte de sua adolescência. Junto com seu amigo Allen Hawes, Tommy vai escavar e cremar o cadáver de Jason. Mas quando ele perfura o peito de Jason com uma barra de ferro, um raio cai e acaba ressuscitando o assassino. Jason rapidamente tira o coração de Allen com um soco no peito, e, enquanto Tommy foge, Jason vai para Lake Forest Green (antigo Crystal Lake).
Tommy vai ao Departamento de Polícia de Forest Green e solicita ajuda do xerife, mas este não acredita na história de Tommy e o rapaz acaba sendo preso. Enquanto isso, os monitores Lizabeth e Darren são mortos por Jason a caminho do acampamento. Na manhã seguinte a filha do xerife, Megan Garris, e os colegas monitores Sissy, Paula e Cort visitam o acampamento. Tommy tenta avisá-los da ressurreição de Jason, antes de o xerife levá-lo para longe da cidade.
De volta ao acampamento, os monitores se preparam para receber as crianças que chegarão em breve para ali passar as férias de verão. Enquanto isso, Jason mata cinco jogadores de paintball na mata. Na saída da cidade, Tommy para no cemitério para provar que Jason não está no túmulo - mas o coveiro já havia recoberto o mesmo. Os policiais continuam sua escolta, mas Tommy acaba fugindo de volta para Forest Green.
Naquela noite, Cort se encontra com uma garota, Nikki, e sai do acampamento para fazer sexo com ela na floresta, mas acabam encontrando Jason no caminho, e ambos são posteriormente morto por ele.  Quando a polícia descobre os corpos de Lizabeth e Darren, o xerife suspeita de Tommy. Mas Megan não está convencida, e planeja se encontrar com Tommy. No acampamento, Sissy é morta. Megan e Tommy tentam fugir da polícia. Tommy é preso, apesar de ter Megan como álibi. Jason mata Paula e Megan livra Tommy da prisão.
A polícia parte para o acampamento e os oficiais Thornton e Pappas são mortos antes que o xerife encontre Jason. Megan e Tommy chegam ao acampamento, aparentemente calmo, mas logo descobrem o corpo de Paula. O xerife Garris é morto tentando impedir que Jason alcance sua filha. Apesar dos protestos de Megan, Tommy vai sozinho ao lago e chama Jason para o confronto final. Aparentemente lembrando de seu assassino, Jason vai atrás de Tommy.
Tommy é atacado por Jason em um barco no meio do lado, mas amarra uma pedra em volta do pescoço de Jason, para prendê-lo. Jason reage, segurando Tommy debaixo d'água por tempo suficiente para afogá-lo. Megan corre para salvá-lo, mas é quase morta quando Jason agarra sua perna. Ela liga o motor do barco e a hélice acerta o pescoço de Jason, fazendo com que ele a solte. Megan leva Tommy de volta à terra firme e usa a RCP para reanimá-lo. Tommy diz que tudo finalmente acabou e agora Jason está em casa. Debaixo da água, ancorado no fundo do lago, Jason ainda está vivo. Seus olho abre e ele observa a água, esperando pacientemente por uma nova oportunidade de retornar.

## Elenco
- Thom Mathews como Tommy Jarvis
- Jennifer Cooke como Megan Garris
- David Kagen como Xerife Mike Garris
- Kerry Noonan como Paula
- Renée Jones como Sissy Baker
- Tom Fridley como Cort
- Darcy DeMoss como Nikki
- Nancy McLoughlin como Lizbeth
- Tony Goldwyn como Darren
- Alan Blumenfeld como Larry
- Matthew Faison como Stan
- Ann Ryerson como Katie
- Ron Palillo como Allen Hawes
- Vincent Guastaferro como Delegado Rick Cologne
- Michael Swan como Policial Pappas
- Courtney Vickery como Nancy
- Whitney Rydbeck como Roy
- Bob Larkin como Martin
- Wallace Merck como Burt
- Roger Rose como Steven
- Cynthia Kania como Annette
- Michael Nomad como Policial Thornton
- Justin Nowell como Billy
- Tommy Nowell como Tyen
- C. J. Graham e Dan Bradley como Jason Voorhees

## Produção

### Pré-produção e roteiro

No acampamento, Jason se aproxima de uma garotinha que faz uma oração ao encará-lo. Esta cena é apontada como a única referência explícita a Deus em um filme da série.

Mesmo com sucesso financeiro, o filme anterior Friday the 13th: A New Beginning recebeu algumas das piores críticas de todos os filmes da franquia e decepcionou os fãs. Então, os produtores decidiram dar um novo rumo à série, distanciando-a do que o produtor Frank Mancuso Jr. considerou ser a natureza "grosseira" de A New Beginning.
Para este fim, Mancuso contratou Tom McLoughlin, que dirigiu o bem sucedido filme de terror One Dark Night, mas que também era conhecido em Hollywood por seus vários roteiros de comédia, uma dicotomia com que Mancuso se deparou. Contudo, foi dado a McLoughlin passe livre para apresentar a história de Jason, com a única condição de que ele trouxesse o vilão de volta à vida.
McLoughlin inspirou-se nos antigos filmes de monstros da Universal, especificamente a versão de 1931 de Frankenstein, que apresentava o monstro como um assassino trazido à vida por eletricidade. McLoughlin também recorreu às características dos vampiros, a fim de dar a Jason uma fraqueza, no caso, ser devolvido à sua "terra natal". Para tanto, McLoughlin desconsiderou a ideia apresentada na Parte 2 de que Jason tinha sobrevivido ao afogamento, em vez de apresentar a ideia de que Jason sempre teve algum tipo de força sobrenatural. Ele também decidiu ignorar eventos do quinto filme, a fim de contornar seu suspense final, que implicava que o protagonista Tommy Jarvis havia se tornado um assassino em série. Na verdade, o caminhão de Pam, do quinto filme, pode ser visto, indicando que ela está viva. Nos "Tommy Tapes" para Friday the 13th: The Game (2017), escrito por Adam Green, é explicado que o final do quinto filme foi um sonho de Tommy.
McLoughlin decidiu ainda ampliar âmbito temático da série, incorporando ao filme elementos de filmes de ação e metahumor pós-moderno, quando Jason é encontrado em um bosque perto de Crystal Lake e a personagem Lizbeth comenta que ela e Darren devem fugir, pois sabe da conduta adequada para sobreviver em um filme de terror. McLoughlin satiriza ainda mais a própria franquia, como nos comentários do coveiro sobre exumação de Jason: "Por que eles têm que desenterrar Jason?" antes de abordar a câmera com a observação: "Algumas pessoas com certeza tem uma ideia estranha de entretenimento", realizando uma típica quebra da quarta parede. Outro momento similar pode ser visto na própria abertura do filme, na qual é feita uma paródia aos filmes da franquia James Bond, com Jason lançando o facão em direção à tela.
Além de Frankenstein, McLoughlin também citou como inspiração o seu apreço pelo terror gótico, especialmente as obras de Edgar Allan Poe, e sua educação católica; Jasons Lives apresenta as únicas referências explícitas da série a Deus e, durante o clímax, uma menina orando é poupada por Jason (uma cena semelhante, em que a mesma garota ora para Tommy e diz "obrigado" ao olhar para o céu foi excluída do corte final do filme, aparentemente contra a vontade de McLoughlin, pois ele lembrou, nos comentários do diretor no DVD de 2009, "Por algum motivo [a cena] não entrou... provavelmente por ser muito sentimental").

### Escolha do elenco
A decisão de dar uma nova visão sobre os eventos da Parte V levou à recontratação de alguns membros do elenco daquela sequência - cujos personagens haviam sobrevivido - que retornariam nesta sexta parte. Até certo ponto, Jason Lives era considerado uma sequência direta de A New Beginning, ao invés de The Final Chapter, e os personagens sobreviventes Pam e Reggie de A New Beginning deveriam ter morrido nos momentos iniciais de Jason Lives.
Embora Mancuso tenha mantido o controle sobre o elenco do filme, ele se submeteu ao julgamento de McLoughlin; a única ressalva era que a final girl deveria ser uma "loira muito atraente". Para cumprir este requisito, McLoughlin escolheu Jennifer Cooke, baseado em sua performance na série televisiva V. O papel de Hawes, o amigo de Tommy que morre nos primeiros cinco minutos do filme, foi dado a outro veterano da televisão, Ron Palillo, famoso pelo papel de Horshack no seriado Welcome Back, Kotter.
John Shepherd foi inicialmente solicitado a reprisar seu papel de Tommy Jarvis do filme anterior. Shepherd havia se tornando cristão evangélico e tinha ressalvas sobre seu retorno à série, levando em conta a atmosfera de A New Beginning. A princípio, ele se entusiasmou com Jason Lives baseando-se na cena em que uma garota que faz uma oração é poupada por Jason. No entanto, posteriormente o ator passou a criticar o excesso de violência do enredo, decidiu atuar em outro filme de terror chamado Caught e, pouco depois, abandonou a carreira de ator para se dedicar ao seminário. Thom Matthews, que daria vida a Tommy Jarvis, foi escolhido por seu trabalho na comédia de terror The Return of the Living Dead, embora o próprio McLoughlin não tivesse conhecimento dos créditos de Matthews no cinema de terror até o início das filmagens.
Outros membros selecionados para o elenco foram atores que McLoughlin havia dirigido antes (como David Kagen, que também era coach de atuação de Jennifer Cooke, a protagonista feminina) e alguns membros da família do diretor - a primeira vítima de Jason no filme, Lizbeth, foi interpretada pela esposa de McLoughlin, Nancy. Seguindo a tradição da série, o papel de Jason foi dado a um dublê, Dan Bradley. Bradley, no entanto, foi substituído logo depois por C. J. Graham. Ainda assim, o envolvimento de Bradley durante a cena do paintball foi mantido.

### Filmagens

A cena do clímax do filme, o duelo entre Tommy e Jason no lago, foi gravada em uma piscina no quintal do pai do diretor McLoughlin.

Jason Lives foi filmado em Covington, Geórgia, uma área perto de Atlanta. As cenas envolvendo o departamento de polícia e a cidade foram filmadas em Covington, enquanto as cenas do acampamento foram filmadas em Camp Daniel Morgan, fora dos limites da cidade de Covington. No filme, Camp Crystal Lake foi renomeado para Lake Forest Green. Nos arredores do acampamento Daniel Morgan, podem ser vistos placas com a figura do Urso Smokey pendindo a todos que "mantenham as florestas verdes".
Após o primeiro dia de filmagem, os produtores perceberam que não gostavam da aparência de Bradley como Jason na tela, por considerarem o dublê “muito gordo” para o papel. Embora as cenas que Bradley filmou—nas quais Jason mata os executivos que jogam paintball—tenham sido mantidas na versão final, todas as demais cenas de Jason foram interpretadas por C. J. Graham, um gerente de restaurante local e ex-soldado. Como parte de um show encenado em uma casa noturna, um mágico hipnotizava a plateia ali presente e colocava as pessoas em um cenário no qual elas encontrariam Jason Voorhees. Graham que tinha 1,90 m de altura e pesava 113,4 kg, foi convidado a interpretar Jason naquele cenário. O coordenador de efeitos especiais de Jason Lives, Martin Becker, estava na plateia em um desses shows, e recomendou Graham a Mancuso e McLoughlin. Os produtores ficaram impressionados com a presença de Graham e ele foi contratado para filmar o restante das cenas de Jason.
Jason Lives se tornaria notável por ser o único filme da franquia a não conter nudez; os personagens da única cena de sexo do filme estão completamente vestidos, um passo consciente da parte de McLoughing visando distanciar a série da noção de que os filmes de Sexta-Feira 13 eram histórias de moralidade em que o sexo antes do casamento era punido com a morte. McLoughlin, pressionado pelos produtores do filme, sugeriu a Darcy Demoss que ela tirasse a camiseta durante a cena da relação sexual no motorhome, mas a atriz se recusou.
Algumas cenas do clímax do filme envolvendo os personagens principais num lago foram filmadas na piscina do pai de McLoughing. Embora McLoughing tenha estragado o filtro da piscina durante o processo (o filtro ficou entupido de "entranhas" cenográficas na cena em que Jason é atingido pela hélice do barco), o pai de McLoughlin estava contente por poder se gabar de que um filme de Hollywood fora filmado em seu quintal.

### Pós-produção

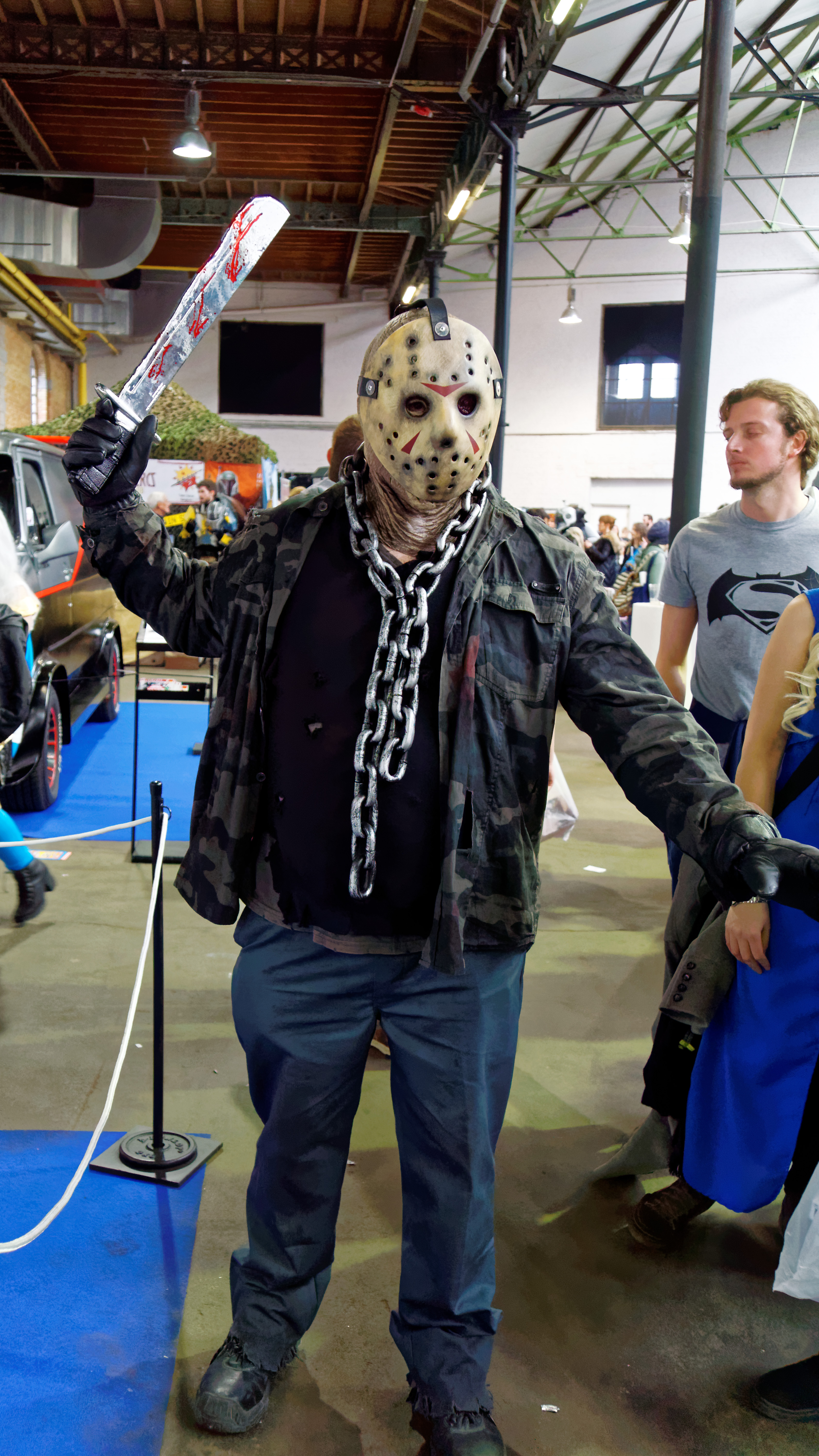
Cosplayer de Jason, com visual que remete ao final de Jason Lives.

A tentativa de McLoughlin de oferecer um tipo "diferente" de filme Sexta-Feira 13 foi recebida com ceticismo por parte dos produtores. Em contraste com outras sequências da série, que tiveram de ser editadas pela violência, a fim de evitar uma classificação "X" nos cinemas, os produtores do filme pediram que McLoughlin adicionasse mais sangue, violência e assassinatos ao filme. A versão original continha 13 mortes como uma piada interna com o nome da franquia. A fim de apaziguar o estúdio, McLoughlin teve que adicionar mais três mortes, elevando o total para 16. Estas foram os assassinatos de Martin, do coveiro e do casal que fazia um piquenique noturno. A cena em que Jason mata Martin viria a ser citada por McLoughlin como uma de suas partes favoritas do filme, como momento mais assustador.
Além disso, McLoughlin teve que estender a morte de Sissy, acrescentando o momento em que Jason arrasta-a no chão e torce-lhe a cabeça. Originalmente, Sissy foi simplesmente puxada para fora da janela da cabine, e não foi vista novamente até Megan encontrar sua cabeça no carro de polícia.
McLoughlin também discordou dos produtores com relação ao final do filme. Seguindo o roteiro, o filme deveria ter concluído no cemitério, com o coveiro Martin encontrando o pai de Jason, Elias Voorhees, um personagem até então inédito na série, com a implicação de que Elias sabia que Jason ressuscitara e estava procurando por ele. O estúdio recusou a cena, por não querer a responsabilidade de ter que introduzir o passado de Elias na próxima edição da franquia, além disso, a cena não seria possível devido ao acréscimo do assassinato de Martin. Esse final teria corrigido um erro de continuidade de Um Novo Começo, quando é mencionado que Jason foi cremado; uma cena deletada de Jason Vive mostrava Tommy perguntando ao xerife Garris por que Jason não foi cremado, como havia sido planejado, ao que Garris informa que alguém pagou a cidade para enterrar Jason; Martin, entregando um maço de dinheiro para Elias, indicava que ele era o homem que pagou para o enterro de Jason. Os storyboards da cena foram mais tarde incluídos na edição Deluxe do filme, lançada em DVD, com Bob Larkin reprisando seu papel como Martin, fazendo a narração. Elias, assim como Jason, foi roteirizado para ser completamente silencioso.
McLoughlin filmou três finais, dois dos quais, contra suas expectativas, não foram incluídos no lançamento do filme em DVD. Em um desses finais, a máscara de Jason flutua na superfície do Lago Crystal, tendo destacando-se do seu rosto durante a luta com Megan. Em outro, Rick Cologne é visto tentando alcançar as grades da cela da prisão depois de ter sido preso por Tommy e Megan, a porta para a delegacia abre e o filme termina abruptamente, indicando que Jason conseguiu se libertar. Os produtores não gostaram de ambas as terminações, pois cada uma deixou a sobrevivência de Jason ambígua, e queriam que fosse mostrado explicitamente na tela que ele ainda era capaz de retornar para uma sequência. Como resultado, McLoughlin filmou o final definitivo do filme, mostrando o olho de Jason em close, abrindo-se em espasmos.

## Música
A música do filme foi composta por Harry Manfredini, que compôs as partituras de todas as sequências anteriores. Além da partitura original, a trilha sonora também contou com:
- "He's Back (The Man Behind the Mask)" por Alice Cooper, de seu álbum Constrictor
- "I'm No Animal" por Felony, de seu álbum Vigilante
- "Teenage Frankenstein" por Alice Cooper, de seu álbum Constrictor
- "Hard Rock Summer" por Alice Cooper, de seu boxset The Life and Crimes of Alice Cooper

He's Back (The Man Behind the Mask) ganhou um vídeo musical, combinando cenas do filme com imagens de Cooper. Este videoclipe não está presente em nenhuma versão home vídeo do filme, mas pode ser visto no YouTube.
Em 13 de janeiro de 2012, a La-La Land Records lançou uma edição limitada de um boxset com 6 CDs contendo partituras de Manfredini tocadas nos seis primeiros filmes da série Sexta-Feira 13. Foi vendido em menos de 24 horas.

## Lançamento e recepção

### Bilheteria
Friday the 13th Parte VI: Jason Lives estreou em 1 de agosto de 1986, em 1 610 cinemas e arrecadou 6,7 milhões de dólares em seu fim de semana de estreia. Em última análise, arrecadou um total de 19,4 milhões de dólares nas bilheterias dos Estados Unidos, ficando no 46º lugar na lista das maiores bilheterias daquele ano. O website The Numbers estima um faturamento de 17,8 milhões de dólares nos Estados Unidos.

### Reação da crítica e do público
O filme conseguiu receber alguma atenção positiva da imprensa, a primeira vez desde o original "Sexta-Feira 13", visto que todas as demais sequências receberam críticas em geral negativas. Em 2018, o agregador de críticas cinematográficas Rotten Tomatoes indicava que 52% de 27 críticos especializados avaliaram positivamente o filme, que obteve uma classificação média de 5/10.
A maior parte das opiniões, especialmente entre os fãs da série, o considera o melhor ou um dos melhores lançamentos da franquia. Isto é amplamente atribuído ao uso do humor, embora para alguns tal abordagem seja vista como um ponto fraco da película. Entre as críticas negativas do filme estão o desgaste geral do gênero terror e a implausibilidade de ressurreição de Jason.
A Variety descreve Jason Lives como previsível, mas "razoavelmente eficiente". Caryn James, do The New York Times, referiu-se ao filme como  "um desperdício sangrento de tempo". Gene Siskel, do Chicago Tribune, o classificou como o filme menos ofensivo da série cinematográfica mais ofensiva de todos os tempos. Ken Hanke, da Mountain Express, escreveu que "pode não ser exatamente um bom filme no sentido estrito, mas é facilmente o melhor da série". Patrick Naugle, do DVD Verdict, o considerou "um dos melhores filmes da série" devido ao seu "humor espirituoso e performances divertidas".

### Impacto cultural

Abertura do filme com paródia a James Bond. O humor do roteiro, uma novidade para a série, influenciou as produções do gênero como um todo, nas décadas seguintes.

O humor do roteiro de McLoughlin e sua mistura inovadora para os padrões da série, com piadas internas, quebra da quarta parede e charadas autorreferenciais, afastou alguns fãs da franquia, mas acabaria se tornando a principal inspiração de Kevin Williamson para a escrita de seu roteiro de Scream, filme dirigido por Wes Craven que revitalizaria o gênero terror na década de 1990, bem como para outros filmes similares, que passaram a incorporar elementos cômicos ao terror. McLoughlin afirmou: "Eu realmente queria fazer uma comédia na época. E Frank [Mancuso, produtor da franquia] não estava medindo esforços para encontrar qualquer reviravolta para manter a série em andamento. Eu senti que ele estava animado com a ideia de que eu faria algo diferente com isso, mesmo que ele não tivesse 100% de certeza se iria funcionar ou não".

## Home video
Jason Lives foi lançado em VHS pela Paramount Home Video e pela Paramount Gateway Video em 1994 nos Estados Unidos. Em 2004, foi lançado em DVD como parte da coleção From Crystal Lake to Manhattan - Ultimate Edition DVD Collection, que reúne os oito primeiros filmes da série. Esta versão apresentou como material bônus uma faixa de comentários do diretor e roteirista Tom McLoughlin falando sobre o elenco, as locações, os efeitos visuais, os problemas enfrentados durante a produção do longa e os cortes realizados na pós-produção.
Em 2009, o filme foi lançado em DVD edição deluxe apresentando, desta vez, um número bem maior de bônus materiais, além de uma nova faixa de comentários com o diretor McLoughlin, o editor Bruce Green e o ator Vincent Guastaferro. Entre os materiais especiais, encontra-se uma coleção de cenas que foram cortadas ou alteradas na versão lançada nos cinemas. Esta versão também apresenta o curta-metragem Meeting Mr. Voorhees, criado a partir de storyboards do roteiro original, e que apresenta um final alternativo no qual aparece o pai de Jason, Elias Voorhees. O lançamento em Blu-Ray de Jason Lives ocorreu em 2014, juntamente com os outros 11 filmes da série, no boxset Friday the 13th: The Complete Collection, disponibilizado pela Paramount Pictures em parceria com a Warner Brothers.
No Brasil, Sexta-Feira 13- Parte VI - Jason Vive foi lançado em vídeo VHS pela CIC Vídeo e foi disponibilizado em DVD três vezes, duas sendo distribuídas pela Paramount Pictures e uma pela Vintage Filmes.